# Instrumentenhöhe
Als Instrumentenhöhe wird in der Geodäsie und verwandten Messtechniken die Höhe des Theodolits (bzw. des Messgeräts) über dem Bodenpunkt (Vermessungspunkt) bezeichnet.
Sie bezieht sich auf den Schnittpunkt der Kippachse mit der vertikalen Instrumentenachse (Stehachse) und richtet sich vor allem nach der Körpergröße (Augenhöhe) des Beobachters, bisweilen auch nach äußeren Vorgaben (Bodenwellen, Visuren, Sichtfenster im Bewuchs).
Für eine reine Lagevermessung (nur Messung von Horizontalwinkeln und flachen Distanzen) ist die Instrumentenhöhe rechnerisch unerheblich, für die Höhenmessung jedoch essentiell. Gemessen wird sie meist auf der Skala des Lotstabs. Beim Präzisions- oder technischen Nivellement auf geneigten Straßen ist eine große Instrumentenhöhe aus zwei Gründen vorteilhaft: erstens um voraus und zurück gleich lange Sichten zur Messlatte zu ermöglichen, zweitens zur Vermeidung größerer Refraktionsanomalien in Bodennähe. Letztere treten v. a. auf, wenn die terrestrische Refraktion durch warme Luftschichten knapp über dem Boden verringert oder gar umgekehrt wird.

## Zielhöhe
In die Berechnung von Höhenunterschieden geht die Instrumentenhöhe nur mit ihrer Differenz zur Zielhöhe ein, die meist als I-Z geschrieben wird.
Unter Zielhöhe versteht man die Höhe des angezielten Punktes über dem Boden bzw. über dem einzumessenden Punkt. Vereinfachend kann man den Laserreflektor auf der Messlatte genau auf Instrumentenhöhe befestigen, sodass I-Z zu Null wird.